# Уртенен-Шёнбюль
Уртенен-Шёнбюль (нем. Urtenen-Schönbühl) — коммуна в Швейцарии, в кантоне Берн. 
Входит в состав округа Фраубруннен. Население составляет 5438 человек (на 31 декабря 2006 года). Официальный код — 0551.

## Города-партнеры
- Дачице (Чехия)